# Etiketten-Labels
Etiketten-Labels ist eine technische Fachzeitschrift für den Etikettendruck. Die Zeitschrift behandelt darüber hinaus Themen in den Bereichen Selbstklebeetiketten, Sleeves, In-Mould-Labels und Verpackungsdruck.
Etiketten-Labels wird von der G&K TechMedia GmbH herausgegeben, einer 100%igen Tochtergesellschaft der Deutschen Drucker Verlagsgesellschaft. Der Sitz von G&K TechMedia ist Emmendingen bei Freiburg im Breisgau.

## Charakteristik
Etiketten-Labels erscheint 6 Mal jährlich mit einer verbreiteten Auflage von 2500 Exemplaren. Der Inhalt der Fachzeitschrift setzt sich zusammen aus technischen Fachartikeln zum Druck und zur Produktion von Etiketten und Verpackungen. Außerdem gehören Produkt- und Branchen-News sowie Berichte von Märkten und Events zum Inhalt.
Etiketten-Labels richtet sich an Drucker und Entscheider, die in den Bereichen Etikettendruck und Verpackungsdruck tätig sind. Etiketten-Labels tritt als offizielles Organ des VskE, Verband der Hersteller selbstklebender Erzeugnisse und Schmalbahnconverter e.V auf.